# Каирская декларация
Каирская декларация — публичное заявление о целях войны с Японией, опубликованное 1 декабря 1943 года представителями США, Китая и Великобритании вместе со своими соответствующими военными и дипломатическими советниками по итогам I Каирской конференции. В декларации говорилось:

Несколько военных миссий договорились о будущих военных операциях против Японии. Три великих союзника выразили свою решимость оказывать неослабевающее давление на своих жестоких врагов на море, на суше и в воздухе. Это давление уже усиливается. Три великих союзника ведут эту войну, чтобы остановить и покарать агрессию Японии. Они не стремятся ни к каким завоеваниям для самих себя и не имеют никаких помыслов о территориальной экспансии. Их цель заключается в том, чтобы лишить Японию всех островов на Тихом океане, которые она захватила или оккупировала с начала первой мировой войны 1914 года, и в том, чтобы все территории, которые Япония отторгла у китайцев, как, например, Маньчжурия, Формоза и Пескадорские острова, были возвращены Китайской Республике. Япония будет также изгнана со всех других территорий, которые она захватила при помощи силы и в результате своей алчности. Вышеуказанные три великие державы, помня о порабощенном народе Кореи, решили, чтобы в должное время Корея стала свободной и независимой.
Имея в виду эти цели, три союзника, в согласии с теми из Объединённых наций, которые находятся в состоянии войны с Японией, будут продолжать вести серьёзные и длительные операции, необходимые для того, чтобы обеспечить безоговорочную капитуляцию Японии.